# Johann Friedrich Müller
Pour les articles homonymes, voir Johann Friedrich Müller et Müller.

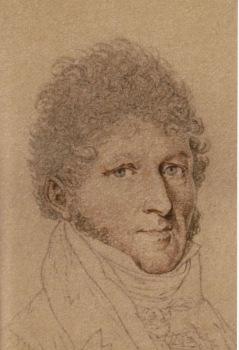
E. T. A. Hoffmann.

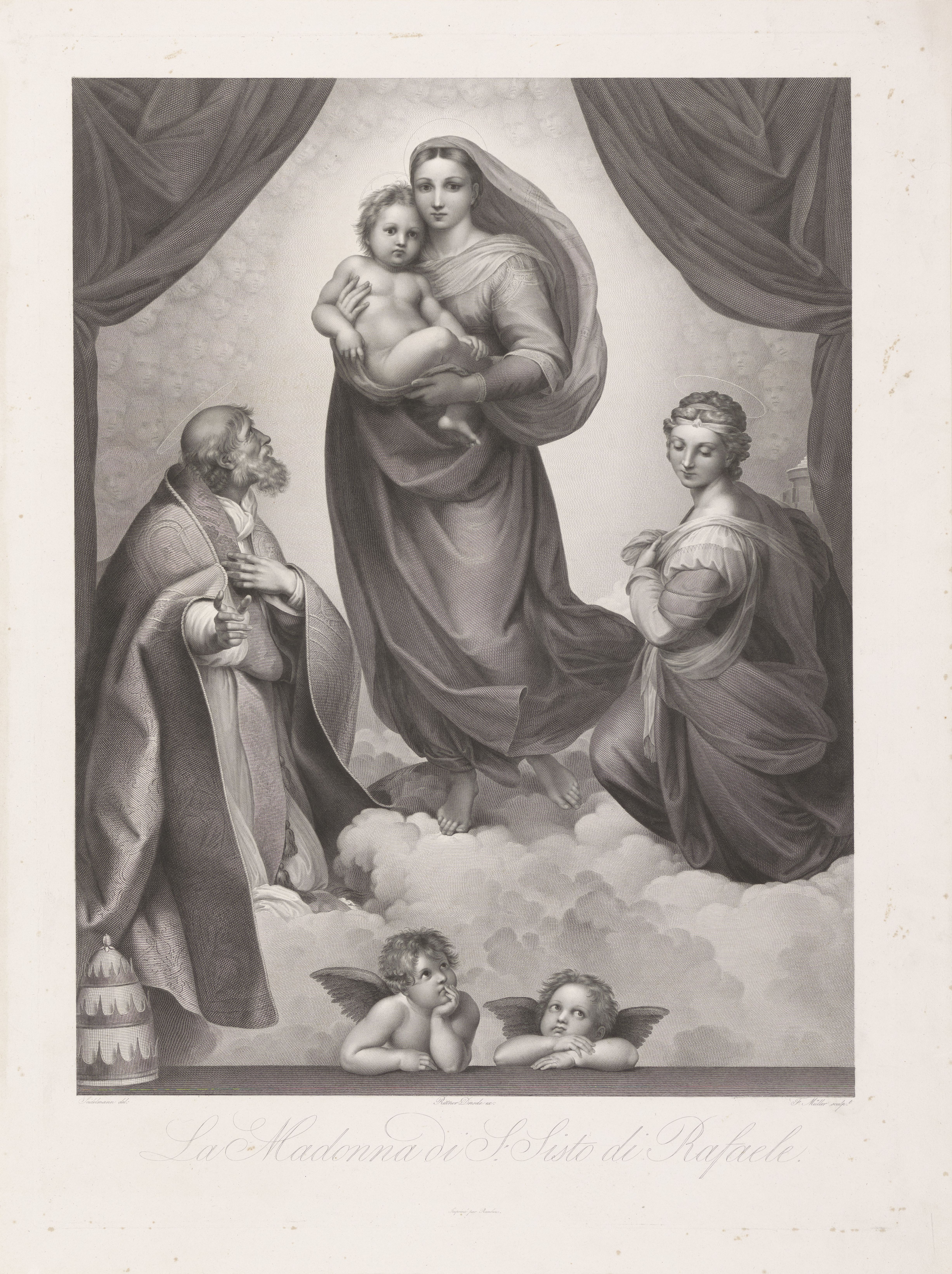
Maria mit Kind nach Raffael, zwischen 1792 und 1816, Druckgrafik von Johann Friedrich Müller nach einer Zeichnung von Apollonia Seydelmann

Johann Friedrich Wilhelm Müller, né le 11 décembre 1782 à Stuttgart et mort le 3 mai 1816 à Sonnenstein près de Pirna, est un graveur sur cuivre. 

## Biographie
Johann Friedrich Wilhelm Müller naît le 11 décembre 1782 à Stuttgart. Il est le fils aîné du graveur sur cuivre Johann Gotthard Müller et de sa seconde épouse Rosine, née Schott. Malade de la variole à un jeune âge, il souffre d'une faible constitution. Il fréquente le gymnasium de Stuttgart jusqu'à l'âge de 18 ans, mais décide de ne pas faire carrière comme scientifique et de se former comme artiste. À partir de 1798, il se met à la gravure ; ses premières œuvres sont deux feuilles de petit format, dont l'une montre un génie d'après Hendrick Goltzius, l'autre un génie avec dauphin d'après Gérard Edelinck.
Johann Friedrich Müller est formé à Stuttgart par son père, mais il fréquente aussi les ateliers de ses amis artistes, notamment Dannecker. Il étudie ensuite à Paris, mais est contraint d'interrompre ses études pour cause de maladie. Sous la direction du peintre Franz Peter Kymli, il apprend la peinture à l'huile lors d'un séjour à la campagne avant de revenir à Paris. Les gravures de la Vénus d'Arles pour le Musée français et La Jeunesse d'après Le Masson, dont la représentation en gravure sur cuivre avec une technique développée par lui montrait encore le marbre de la statue, datent de son séjour à Paris,. Il y travaille également sur Saint Jean l'Évangéliste d'après Domenichino, dont il avait déjà fait le dessin à Stuttgart, et sur le portrait du prince héritier Guillaume de Wurtemberg. En 1804, il retourne à Stuttgart, où il termine Johannes. En 1806, le marchand d'art Rittner de Dresde lui commande une gravure de La Madone Sixtine, ce qui amène Johann Friedrich Müller à entreprendre un voyage d'étude en Italie, via Dresde, pour se familiariser avec les œuvres de Raphaël. En 1809 il revient et continue à travailler sur la gravure de la Madone, en plus de faire plusieurs portraits, dont une gravure de Schiller d'après un buste réalisé par Dannecker et une gravure de Hebel. En 1811, il épouse Henriette Rapp, une nièce de Gottlob Heinrich von Rapp et une parente de Dannecker, qui a été éduquée dans la maison de cet artiste. De ce mariage naît Karl Friedrich Johann von Müller (de) et un autre enfant. Il devient graveur sur cuivre à la cour royale et, en 1814, professeur à l'Académie des Arts de Dresde.
Pendant son séjour à Dresde, il réalise également un portrait du poète E. T. A. Hoffmann, peut-être en préparation d'une gravure sur cuivre qui ne voit jamais le jour. Dans un essai sur cette œuvre, Jürgen Glauner écrit « que le modèle du dessin de Müller est bien Hoffmann, et le portrait le plus précis et le plus détaillé, en bref, le meilleur que nous connaissions, de la main d'un des plus grands de sa guilde et de son siècle ».
En 1816, il achève la gravure de la Madone Sixtine, qui est bientôt largement diffusée. Hermann Grimm juge cette œuvre : « Un seul graveur a réussi à s'approcher du tableau, Friedrich Müller, dont l'œuvre est considérée comme la meilleure que l'art de la gravure récente ait jamais produite ».
Après cela, probablement aussi en raison des bouleversements à Dresde et des conditions de travail modifiées, il ne peut plus se décider à travailler, commence à souffrir d'émaciation et de délires religieux, ce qui l'amène à ne presque plus prendre de nourriture, et est finalement remis aux soins du médecin Ernst Gottlob Pienitz à Sonnenstein près de Pirna, où il connaît une fin prématurée le 3 mai 1816. Il est possible qu'après avoir déjoué son gardien, il ait sauté d'une fenêtre à cet endroit et ait trouvé la mort.